# Can Maset (Santa Eulàlia de Ronçana)
Can Maset és una masia de Santa Eulàlia de Ronçana (Vallès Oriental) inclosa a l'Inventari del Patrimoni Arquitectònic de Catalunya.

## Descripció
Masia de planta rectangular, formada per tres crugies paral·leles. La banda dreta va ser allargada posteriorment. Consta de planta baixa, pis i golfes només a la crugia central. Està coberta amb teulada a dues vessants.
A la façana hi ha un portal dovellat al centre, flanquejat per dues finestres que han sofert transformacions i han passat a ser d'arc apuntat.

## Història
En el fogatge de 1553 apareix la referència Jaume Mazat Teixidor, no sabem si es tracta d'un antic habitant de Can Maset. No apareix en el fogatge anterior, de l'any 1497.
En un document de l'any 1577 referent a la persecució de bandolers, apareix en Miquel Massat. La casa situada al costat de l'ermita de Sant Simplici documentada des del segle xvi, està en relació amb ella.